# Théodore Jouret
Pour les articles homonymes, voir Jouret.
Théodore Jouret, né à Ath le 11 septembre 1821 et mort à Bad Kissingen le 16 juillet 1887, est un compositeur, un critique musical et un pédagogue belge.

## Biographie
Théodore Jouret enseigne la chimie à l'École royale militaire tout en étant amateur de musique. Entre 1840 et 1846, il compose des mélodies et des chœurs pour hommes. En collaboration avec Guillaume Meynne (ca), il écrit Le Médecin turc, un opéra-comique en un acte, donné en représentation à Bruxelles en 1845.
À partir de 1846, Théodore Jouret se consacre à la rédaction de critiques musicales pour différents journaux et périodiques belges comme la Revue de Belgique, dont il fut l'un des fondateurs, la Revue trimestrielle, L'Étoile belge, L'Observateur, Le Guide musical ou L'Office de publicité depuis sa création en 1858. Par après il rédigera, depuis Paris et l'Allemagne, des articles pour L'Indépendance belge et le Journal de Saint-Pétersbourg.
Jouret a notamment publié le 8 octobre 1876, dans le journal parisien L'Art, une étude sur Giuseppe Verdi.
Il a fait partie de la société savante, secrète et gaudriolesque des agathopèdes.

## Honneurs
Théodore Jouret a été décoré de l'Ordre de Léopold.

## Liens familiaux
Son frère Léon (1828-1905) était un musicien et professeur au conservatoire.